# 60

## Події
- Римським імператором був Нерон, консулом був він сам, а також Косс Корнелій Лентул
- Кельтська правителька Норфолку Боудіка підняла повстання проти римлян.
- Римське завоювання Англсі.

### Астрономічні явища
- 30 січня. Кільцеподібне сонячне затемнення.[1]
- 26 липня. Гібридне сонячне затемнення.[1]

## Народились
- близько цього року, Святий Папій, християнський святий
- близько цього року, Нікомах Гераський, давньогрецький філософ
- Марк Віторій Марцелл, римський державний діяч

## Померли
- Прасутаг — вождь кельтського племені іценів.